# Schloss Gellenau

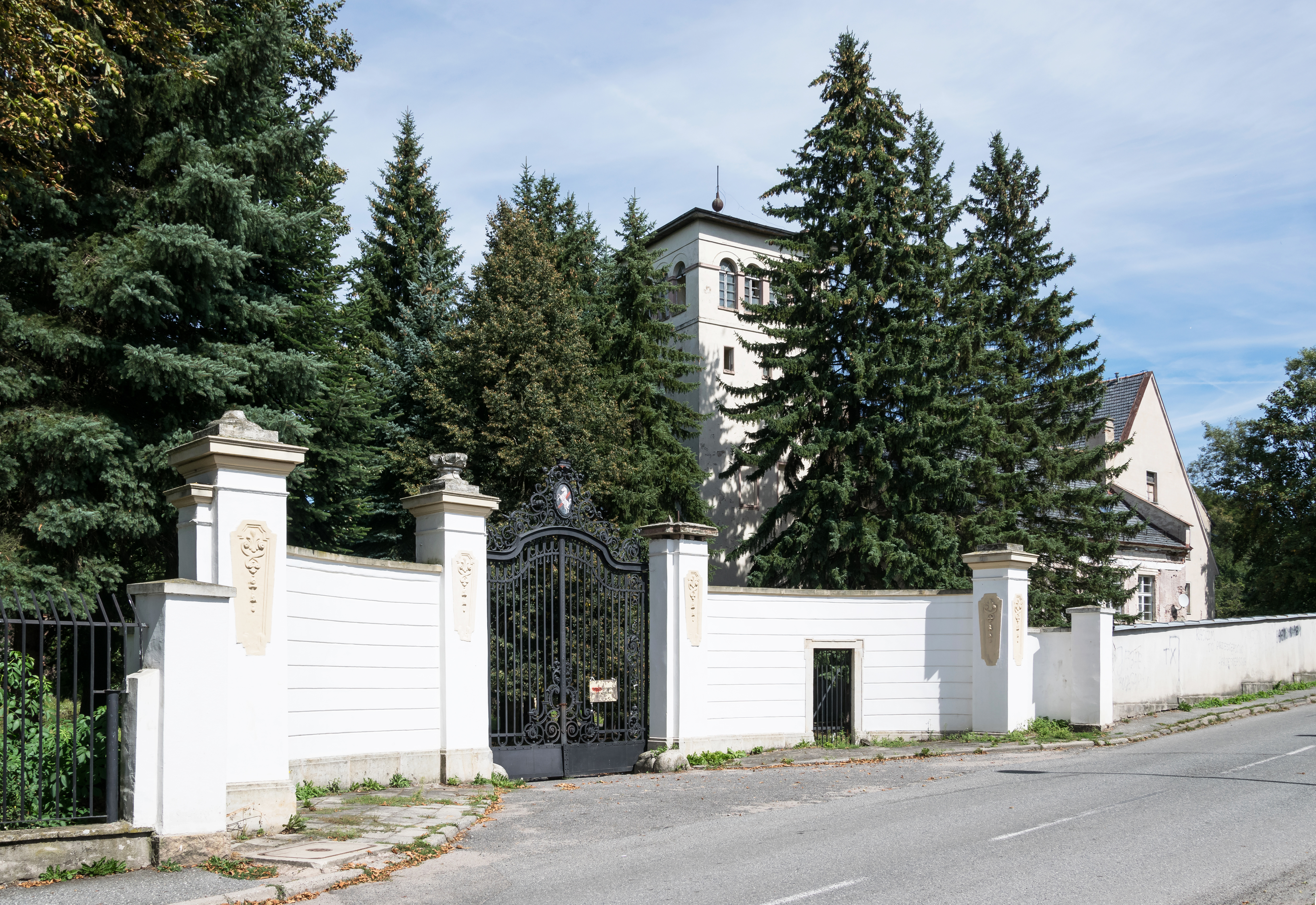
Eingangstor zum Schloss Gellenau

Schloss Gellenau (polnisch Pałac w Jeleniowie) ist ein ruinöses Schloss in Jeleniów (Gellenau) im Powiat Kłodzki der Woiwodschaft Niederschlesien in Polen. Historisch gehörte es zur Herrschaft Hummel in der Grafschaft Glatz.

## Geschichte
Im 1350 erstmals erwähnten „Geylnaw“ befand sich an der Stelle des späteren Schlosses ein 1477 belegtes Vorwerk „Kelnow“ das nach der Auflösung der Herrschaft Hummel 1595 an die Stadt Reinerz verkauft wurde. Gleichzeitig wurde es zu einem Freirichtergut erhoben und kurze Zeit später mit allem Zubehör an Kaspar Alten aus Hermannseifen bei Trautenau verkauft. Da dieser 1618 am böhmischen Ständeaufstand beteiligt war, wurde sein Gut 1623 vom böhmischen Landesherrn konfisziert und zunächst dem Glatzer Jesuitenkolleg zum Genuss übergeben. 1625 übergab Erzherzog Karl von Österreich das Gellenauer Gut dem Freiherrn Carl von Strasoldo. Nach Rückkehr Caspar Altens zur katholischen Religion und Zahlung einer Strafe von 420 Gulden, erhielt er seine Besitzungen 1627 zurück. 1643 folgte ihm sein Sohn Kaspar Josef von Alten, 1693 dessen Sohn Johann Heinrich von Alten. Da dieser ohne Nachkommen verstarb, übernahm dessen Schwester Anna Magdalena von Ullersdorf das Gut, die es 1745 ihrem Sohn, dem Königgrätzer Kanoniker Johann Georg von Ullersdorf vererbte. 1748 gelangten Schloss und Gut an Franz Anton von Haugwitz auf Pischkowitz.
1788 wurden Schloss und Gut Gellenau von der 1745 nobilitierten Familie von Mutius, durch Justizrat Franz Bernhard von Mutius erworben, dem sein Neffe Major Carl (Karl) von Mutius (1790–1858) folgte. Er erweiterte um 1850 das Schloss durch den Neubau des östlichen Flügels im Neorenaissance-Stil und das Dominium „Carlshof“ sowie um den großen Schlosspark. Noch zu seinen Lebzeiten schenkte er Schloss und Gut seinem Sohn Rittmeister Hans Franz Adolf Sigismund von Mutius (1825–1883). Er ließ vor dem Schloss eine Hirschplastik aus Bronzeguss aufstellen. Um 1894 gehörte das Anwesen der von Mutius`sche Erben, Gesamtgröße des Gutes 581 ha. Zum Betrieb gehörte eine Molkerei. Die Leitung oblag Inspektor Kloß. Nächster Herr auf Gellenau war dann Generalmajor a. D. Maximilian von Mutius, der 1942 verstarb. Sein Erbe wurde sein Neffe Bernhard von Mutius (1913–1944), Hauptmann d. R., Sohn des Diplomaten Gerhard von Mutius.
Während des Zweiten Weltkriegs wurden Schloss und Gut auch von der späteren Schriftstellerin Dagmar von Mutius verwaltet. Sie schrieb über das Kriegsende bis zur Vertreibung der Familie 1946 den Roman „Wetterleuchten. Chronik einer schlesischen Provinz 1945/46“.
Nach dem Übergang an Polen blieb das Schloss nach 1946 zunächst unbewohnt. 1963 wurde es zu einem Erholungsheim und in den 1970er Jahren zu einem Hotel umgebaut. Bei einem Dachstuhlbrand wurde u. a. der barocke Flügel beschädigt. Danach wurde es dem Verfall preisgegeben.

## Bauwerk
Das ursprüngliche Gebäude bestand aus einem gotischen Kern, der barock erweitert wurde und dem schließlich ein spätklassizistischer Neubau angefügt wurde.

## Trivia
Am 13. Januar 1800 starb auf Schloss Gellenau Peter von Biron, Herzog von Kurland und Semgallen sowie von Sagan.